# Valentina Frascaroli
Valentina Frascaroli (Torino, 29 luglio 1890 – Neuilly-sur-Seine, 18 gennaio 1955) è stata un'attrice italiana, autentica diva del cinema muto.

## Biografia
Studiò sin da piccola danza e recitazione, svolgendo un'intensa attività nel teatro. Si distinse per le sue parti di frizzante caratterista, dimostrando un'innata verve ed una formidabile padronanza della scena.

### Attrice cinematografica
Scritturata dalla torinese Itala Film all'inizio degli anni dieci, Frascaroli divenne una delle prime vere e proprie stelle del cinema muto. Esordì in alcune comiche ormai dimenticate ma all'epoca molto apprezzate con protagonista il celebre André Deed, in arte "Cretinetti", uno dei più noti attori comici del muto, di cui fu anche moglie dal 1918 al 1940, anno della morte di Deed.
Perfettamente poliglotta, (sapeva parlare correttamente sei lingue), la Frascaroli divenne contemporaneamente molto celebre in Francia grazie ad una serie di corti comici dove interpretava "Gribouilette", uno dei personaggi chiave del cinema comico francese.
Nella sua carriera apparve in oltre cento pellicole, delle quali la maggior parte negli anni del muto. Si ritirò dalle scene nel 1925, continuando a lavorare assiduamente in teatro.

## Filmografia
- Serie comica Cretinetti (1909-1915) - Le due ordinanze (1909) - Le delizie della caccia (1910) - Cretinetti sposo suo malgrado (1910)
- Sacrificata!, regia di Oreste Mentasti (1910)
- Padre, regia di Dante Testa e Gino Zaccaria (1912)
- Mariella, regia di Vincenzo Denizot (1915)
- Il grande veleno, regia di Eugenio Testa (1915)
- L'emigrante, regia di Febo Mari (1915)
- Maciste alpino, regia di Giovanni Pastrone (1916)
- L'ospite ferito, regia di Ernesto Vaser (1916)
- La gloria, regia di Febo Mari (1916)
- Tigre reale, regia di Giovanni Pastrone (1916)
- Il romanzo della morte, regia di Telemaco Ruggeri (1916)
- Il velo squarciato, regia di Telemaco Ruggeri (1917)
- La guerra ed il sogno di Momi, Segundo de Chomón (1917)
- Le memorie di una istitutrice, regia di Riccardo Tolentino (1917)
- Le due orfanelle di Torino, regia di Giovanni Casaleggio (1917)
- La legge del cuore, regia di Gero Zambuto (1918)
- Leggerezza e castigo, regia di Gero Zambuto (1918)
- L'albergo dei miserabili, regia di Giovanni Casaleggio (1918)
- Il segreto del vecchio Giosuè, regia di Eugenio Testa (1918)
- Fracassa e l'altro, regia di Eugenio Testa (1919)
- Naufragio d'anime, regia di Pier Antonio Gariazzo (1920)
- Il delitto della piccina, regia di Adelardo Fernández Arias (1920)
- Il documento umano, regia di André Deed (1920)
- I borghesi di Pontarcy, regia di Umberto Mozzato (1920)
- L'oro degli Aztechi, regia di Umberto Mozzato ed Émile Vardannes (1920)
- Il femminista, regia di André Deed (1920)
- L'uomo meccanico, regia di André Deed (1921)
- Il fabbro del convento, regia di Vincenzo Denizot (1922)
- Le nègre du rapide numéro 13, regia di Joseph Mandement (1923)